# Anger Management
Anger Management är en amerikansk komedifilm från 2003 som är regisserad av Peter Segal. Filmen är tillägnad minnet av Lynne Thigpen, som dog en månad innan filmen hade premiär.

## Handling
Den mycket timide husdjurskostymdesignern Dave Buznik blir efter en flygresa falskt anklagad för att ha misshandlat flygvärdinnan och dömd till tjugo timmars terapi för att få bukt med sin vrede. Ledare för gruppterapin är den instabile Dr Buddy Rydell, som ständigt försöker provocera Dave och därför placerar honom med den aggressive Chuck. Chuck drar in Dave i ett slagsmål, vilket leder till att Dave hotas med ett år i fängelse, eller en hel månad tillsammans med Buddy. Under den månaden lyckas Buddy få Dave att misshandla en munk, kalla en bulimiker tjock, och misstänka att hans flickvän är intresserad av hennes extremt välutrustade killkompis - och som grädde på moset stjäl han Daves flickvän.

## Soundtrack
- Blondie - "Heart of Glass"
- Jimmy Buffett - "Margaritaville"
- Van Halen - "Ice Cream Man"
- Bee Gees - "How Deep is Your Love"
- The Rolling Stones - "19th Nervous Breakdown"
- Santana - "Black Magic Woman"
- Filter - "The Only Way is the Wrong Way"
- Cream - "Strange Brew"
- The Who - "Won't Get Fooled Again"
- Louis Prima - "When You're Smiling"
- Jane's Addiction - "Stop!"

## Rollista (i urval)
- Jack Nicholson – Dr. Buddy Rydell
- Adam Sandler – Dave Buznik
- Marisa Tomei – Linda
- John Turturro – Chuck
- Lynne Thigpen – Judge Brenda Daniels
- Woody Harrelson – Galaxia/säkerhetsvakten Gary
- Heather Graham – Kendra

## Mottagande
- Aftonbladet - 3/5[1]
- Expressen - 1/5[2]
- Svenska Dagbladet 3/6[3]
- Östgöta Correspondenten - 2/5[4]